# 상하이 롄청
상하이 롄청(Shanghai Liancheng, 上海联城足球俱乐部)은 중화인민공화국의 축구 클럽이었다. 2007년 상하이 선화에 흡수 합병되어 사라졌다.